# NGC 5472
NGC 5472 ist eine Spiralgalaxie vom Hubble-Typ Sab im Sternbild Jungfrau und etwa 128 Millionen Lichtjahre von der Milchstraße entfernt.
Das Objekt wurde am 19. April 1855 vom irischen Astronomen R. J. Mitchell, einem Assistenten von William Parsons, entdeckt.